# Nederlandse kampioenschappen schaatsen pure sprint 2019
De Nederlandse kampioenschappen supersprint en de Nederlandse kampioenschappen pure sprint 2019 werden op zaterdag 23 februari 2019 gereden op ijsbaan De Scheg in Deventer. Het was de 29e editie van het NK Supersprint.
Voor de junioren C en B bestond het kampioenschap uit een supersprint-format. Dit is een wedstrijd over tweemaal een 100 en tweemaal een 300 meter per persoon. De tijden werden vervolgens teruggerekend naar de 100 meter en dan pas bij elkaar opgeteld. In het verleden was het zo dat bij de supersprint de vier tijden direct werden opgeteld zonder te terug te rekenen.
Voor de junioren A en de senioren was er een variant die pure sprint werd genoemd. In dit format worden een 100, een 300 en een 500 gereden die vervolgens teruggerekend werden naar de 1000 meter en bij elkaar werden opgeteld. De winnaar is dan de schaatser met de laagste score in die driekamp.

## Uitslagen

### Mannen senioren
| Rang   | Schaatser     | Punten |
| ------ | ------------- | ------ |
| Goud   | Aron Romeijn  | 24,661 |
| Zilver | Jesper Hospes | 24,706 |
| Brons  | Dai Dai N'tab | 24,858 |

### Jongens junioren A
| Rang   | Schaatser     | Punten |
| ------ | ------------- | ------ |
| Goud   | Sven Kemp     | 25,755 |
| Zilver | Elwin Jongman | 26,022 |
| Brons  | Jens Hoekstra | 26,124 |

### Jongens junioren B
Winst voor Stefan Westenbroek.

### Jongens junioren C
Winst voor Gijs Kamp.

### Vrouwen senioren
| Rang   | Schaatsster          | Punten |
| ------ | -------------------- | ------ |
| Goud   | Janine Smit          | 26,929 |
| Zilver | Floor van den Brandt | 27,076 |
| Zilver | Dione Voskamp        | 27,076 |

### Meisjes junioren A
| Rang   | Schaatsster   | Punten |
| ------ | ------------- | ------ |
| Goud   | Naomi Verkerk | 27,742 |
| Zilver | Maud Lugters  | 27,810 |
| Brons  | Anna Boersma  | 28,197 |

### Meisjes junioren B
Winst voor Isabel Grevelt.

### Meisjes junioren C
Winst voor Pien Hersman.
Den Haag 1991 · 
Deventer 1992 · 
Groningen 1993 · 
Utrecht 1994 · 
Alkmaar 1995 · 
Deventer 1996 · 
Deventer 1997 · 
Utrecht 1998 · 
Utrecht 1999 · 
Utrecht 2000 · 
Groningen 2001 · 
Deventer 2002 · 
Assen 2003 · 
Assen 2004 · 
Assen 2005 · 
Alkmaar 2006 · 
Groningen 2007 · 
Breda 2008 · 
Enschede 2009 · 
Hoorn 2010 · 
Enschede 2011 · 
Tilburg 2012 · 
Den Haag 2013 · 
Hoorn 2014 · 
Tilburg 2015 · 
Den Haag 2016 · 
Breda 2017 · 
Groningen 2018 · 
Deventer 2019 · 
Amsterdam 2020 · 
2021 ·
Alkmaar 2022 ·
Tilburg 2023 ·
Tilburg 2024 ·
Eindhoven 2025